# Subaquales Darmbad
Das subaquale Darmbad (abgekürzt mit Sudabad, falsch auch subaquarelles Darmbad) gehört zu den medizinischen Bädern, auch wenn die Wirkung des Bades nur zweitrangig ist. Bei dieser Anwendung sitzt der Patient in einer Wanne und bekommt hintereinander mehrere Einläufe mit warmem Wasser.
Das lateinische Wort subaqual (sub = unter, aqua = Wasser) bedeutet unter Wasser befindlich, also im Wasser unterhalb des Wasserspiegels oder „unter Wasser sich vollziehend (zum Beispiel von Darmbädern)“.

## Anwendung
Das subaquale Darmbad gilt als eine Sonderform der Hydrotherapie, obwohl es sich nicht um eine äußere Anwendung handelt. Ursprünglich ist das subaquale Darmbad als hydrotherapeutische Maßnahme eine im thermoneutralen Vollbad durchgeführte Darmspülung, also ein „Unterwasserdarmbad zur Ausspülung und Reinigung des Dickdarms“ oder eine „Unterwasserausspülung zur Reinigung des Dickdarms in einem Warmwasserbad“ (Caldarium). Es zählt zu den indifferenten Wasserbehandlungen. Teilweise verwendete man Klistiere zur Darmspülung.
Meistens jedoch wurde auf ärztliche Verordnung und unter ärztlicher Aufsicht über drei bis vier Stunden ein Dauereinlauf mit körperwarmer Spülflüssigkeit und gegebenenfalls mit Arzneimittelzusätzen (zur Darmsanierung) durchgeführt. Dabei wird der Dickdarm 40- bis 50-mal entleert und gereinigt (Darmreinigung).
Eine besondere Form dieser balneologischen Anwendung wird im Folgenden beschrieben.

### Apparatur
Der Aufbau des Sudabades ist sehr kompliziert und besteht aus mehreren Komponenten. Das Irrigatorgefäß ist meistens an einer Wand oberhalb der Wanne installiert. Dieses Gefäß wird zum Behandlungsbeginn mit 20 bis 30 Litern Wasser gefüllt, das mit Kochsalz (physiologische Kochsalzlösung) oder mit Kamillenauszügen versetzt werden kann. Von dort fließt das Wasser über einen Schlauch zu einem „Sattel“, der mit einem Gürtel am Gesäß des im Wasser sitzenden Patienten befestigt wird. Der Sattel ist aufblasbar, damit der Anus zum Wannenwasser abgedichtet ist, und hat ein dünnes Darmrohr aus Gummi, welches über den Anus des Patienten in den Enddarm eingeführt wird und zur Wasserzufuhr dient.
Der Patient sitzt in der Wanne auf einem meist roten Sattelkissen. Er kann selbst das Wasser in den Dickdarm einlaufen lassen. Durch das Öffnen eines Ablaufventils kann er dann den ausgespülten Darminhalt durch einen Schlauch ablassen. Dazu ist am Sattel ein dickes Rohr (ein so genanntes Afterröhrchen) angebracht, das direkt unterhalb des zuführenden Darmrohres sitzt und den ausgeschiedenen Kot aufnimmt. Dieses Rohr verfügt über ein Sichtfenster (Schauglas), damit die Kotausscheidung beobachtet werden kann, und führt zu einem Behälter, der im Abfluss der Wanne steckt. Hier werden über einen Filter die festen Kotstücke von der Flüssigkeit getrennt. Dieser Teil des Sudabades wird als Niederdrucksystem bezeichnet.
Zusätzlich zu diesem Aufbau kann die Ausscheidung des Patienten mit einem Hockdrucksystem unterstützt werden. Hierzu wird über eine Wasserstrahlpumpe ein Unterdruck im Ausscheidungsrohr erzeugt.

### Wirkung
Das warme Badewasser, in dem sich der Patient befindet, hat zunächst eine entkrampfende Wirkung auf Hohlorgane. Dazu kommt die verstärkte Diurese, die durch die Resorption des Wassers im Dickdarm ausgelöst wird. Des Weiteren fördert das Sudabad die Peristaltik.
In der Inneren Medizin wird die osmotische Wirkung bei subaqualen Darmbädern als therapeutischer Effekt genutzt.

### Indikation
Eine offensichtliche Indikation für das Sudabad ist die Obstipation, auch in ihrer chronischen Form. Da die Resorption des Wassers beim Einlauf zu einer Ausschwemmung und zu erhöhtem Harndrang führt, kann das Sudabad auch zur Behandlung bei Nieren- und Harnleitersteinen und bei einer chronischen Vergiftung durch z. B. bromhaltige Schlafmittel eingesetzt werden.

### Kontraindikation
Das Sudabad ist sehr belastend für den Kreislauf des Patienten, daher gibt es eine Reihe von Erkrankungen, gerade im Zusammenhang mit dem Herzen und dem Kreislauf, die eine Behandlung untersagen. Zu diesen Erkrankungen zählen die Herzinsuffizienz, der Bluthochdruck (arterielle Hypertonie) und infektiöse und fieberhafte Erkrankungen. Würde man einen Patienten mit diesen Erkrankungen einem Sudabad unterziehen, könnten das Herz und der Kreislauf massiv belastet werden und den Patienten gefährden. Bei der benignen Prostatahyperplasie und Ausscheidungsstörungen der Niere darf auf Grund der erhöhten Diurese ebenfalls kein Sudabad angewendet werden.
Weitere Kontraindikationen sind Erkrankungen des Darmes, besonders wenn die Darmwand geschädigt ist. Dazu zählen Rektumkarzinome, Kolontumore, Sigmatumore, Divertikulitis sowie andere Formen einer Kolitis.

## Anton Brosch
Als Erstbeschreiber des subaqualen Darmbades gilt der Wiener Professor für pathologische Anatomie und Militärarzt, Anton Brosch (1869–1938). 1927 meldete Anton Brosch die Tragvorrichtung für subaquale Darmspülungsapparate und 1937 das Darmrohr für Spülungen als Patente beim Patentgericht in Wien an. Anton Brosch betrieb zudem von 1917 bis 1932 in Wien 9, Borschkegasse 8, eine Kur-Anstalt für ambulatorische Enterocleaner Behandlung.
Neben dem Wiener Garnisonsspital 1 kam die Methode des subaqualen Darmbades in weiterer Folge im Garnisonsspital 2, in der städtischen Kur-Anstalt in Baden bei Wien sowie in der Wiener Fango- und Wasserheilanstalt (Wiener Kuranstalt im IX. Wiener Gemeindebezirk) zum Einsatz.

## Geschichte
Einläufe zur Unterstützung bei akuten und chronischen Gesundheitsstörungen finden sich in allen Kulturen, die ältesten historischen Zeugnisse gehen auf das Jahr 1650 v. Chr. zurück. In alten chinesischen, ägyptischen, indischen (Ayurveda), griechischen und römischen Schriften finden sich Überlieferungen dieser Heilanwendungen. Auch Sebastian Kneipp hat auf diese alten Erkenntnisse zurückgegriffen.
Die gegenwärtig in der Colon-Hydro-Therapie eingesetzten Geräte gehen auf einfache mechanische Apparate zurück, die Anfang des 20. Jahrhunderts in Österreich und Italien konzipiert wurden. Daraus entwickelte sich später das „subaquale Darmbad“. 1912 stellte der Privatdozent Anton Brosch in Wien in Zusammenarbeit mit Aufschnaiter den „Enterocleaner“ vor. Es handelte sich um eine Einlaufvorrichtung, mit der sich Darmspülungen in einer Badewanne durchführen ließen. Damals sprach man auch vom subaqualen Darmbad, vom subaqualen Innenbad und von der Enterocleanertherapie. 1922 verbesserte der Tropenmediziner Gottlieb Olpp diese Apparatur (besonders in hygienischer Hinsicht) und nannte sie „Sudabad“ als Abkürzung für das subaquale Darmbad von Brosch und Aufschnaiter.
Ende der 1920er Jahre brachte eine Pforzheimer Firma das „Stuhl-Darm-Bad“ (Stu-Da-Bad) heraus, ein so genanntes Trockendarmbad. Dieses gilt, neben dem „Gymnacolon“ und dem Wiener Modell „Colonlaxa“, als Vorläufer der heutigen Colon-Hydro-Geräte. 1941 waren in Europa über 500 Apparate in Gebrauch, davon fast 400 in Deutschland. Die Mehrzahl befand in staatlichen und städtischen Krankenhäusern sowie in Privatkliniken.